# Andrzej Bardecki
Andrzej Bardecki (ur. 21 maja 1916 w Ropience, zm. 28 września 2001 w Krakowie) – polski ksiądz katolicki, wieloletni asystent kościelny i kierownik działu religijnego Tygodnika Powszechnego.

## Życiorys
W 1934 wstąpił do seminarium i rozpoczął studia na Wydziale Teologicznym Uniwersytetu Jana Kazimierza we Lwowie. Święcenia kapłańskie przyjął 18 czerwca 1939, następnie pracował jako wikariusz w Brodach. Od 1941 współpracował z Armią Krajową. Zagrożony aresztowaniem, wyjechał w czerwcu 1943 najpierw do Lwowa, następnie do Krakowa, gdzie ukrywał się pod przybranym nazwiskiem.
Jesienią 1943 zgłosił się jako ochotnik na wyjazd na prace przymusowe do Niemiec, gdzie miał służyć jako kapelan w konspiracyjnym duszpasterstwie. Został wówczas mianowany kapitanem Armii Krajowej, od listopada 1943 pracował w fabryce amunicji w Dortmundzie. Wiosną 1944 został aresztowany przez Gestapo i uwięziony w obozie w Buchenwaldzie, następnie w Ohrdruf. Wiosną 1945 uciekł w czasie ewakuacji obozu i znalazł się w miejscowości Arnstadt, gdzie po kilku dniach doczekał końca II wojny światowej. Bezpośrednio po wojnie był duszpasterzem ludności polskiej, najpierw Arnstadt, następnie w Coburgu, gdzie pracował w obozie dla tzw. dipisów prowadzonym przez UNRRA, uczył w gimnazjum i współpracował z pismem Głos Polski z Coburga.
W 1946 powrócił do Polski, został administratorem parafii w Tucznie, następnie dyrektorem internatu Caritas i prefektem gimnazjum we Wschowie. Publikował w prasie katolickiej, we wrześniu 1948 debiutował w Tygodniku Powszechnym. W 1949 rozpoczął studia doktoranckie na Wydziale Teologicznym Uniwersytetu Jagiellońskiego, pracę doktorską poświęconą psychologii powołania kapłańskiego obronił w 1951.
W maju 1951 został praktykantem w redakcji Tygodnika Powszechnego, w październiku tegoż roku zastąpił ks. Jana Piwowarczyka na stanowisku kierownika działu religijnego pisma. Został wówczas także asystentem kościelnym "TP". Po odebraniu pisma pierwotnej redakcji w 1953, pracował w parafii św. Katarzyny Aleksandryjskiej w Krakowie. W 1956 powrócił do redakcji "TP" na stanowisko kierownika działu religijnego i asystenta kościelnego. Redagował tam rubrykę "Kronika religijna". W 1964 otrzymał honorowy tytuł kanonika gremialnego Krakowskiej Kapituły Metropolitalnej. W 1966 opublikował poświęconą Soborowi watykańskiemu II książkę Kościół epoki dialogu, a w 1971 poświęconą współczesnemu Kościołowi książkę Przełom. Kościół epoki dialogu II. Był członkiem Komisji Episkopatu Polski ds. Środków Społecznego Przekazu.
W grudniu 1977, bezpośrednio po spotkaniu redakcji "TP" z Karolem Wojtyłą, został pobity przez nieznanych sprawców, co zostało odebrane jako swoisty sygnał przeciwko polityce redakcyjnej pisma, które inaczej, niż cała prasa, zamieściła jedynie fragment przemówienia Pawła VI po spotkaniu z Edwardem Gierkiem. W 1983 Służba Bezpieczeństwa planowała napad na jego mieszkanie, w ramach większej prowokacji wymierzonej przeciwko Janowi Pawłowi II. Do mieszkania miano podrzucić spreparowane materiały kompromitujące papieża, ale planujący akcję Grzegorz Piotrowski uczestniczył w wypadku samochodowym i zdekonspirował się.
W marcu 1991 został odwołany z funkcji asystenta kościelnego "TP" i przeszedł na emeryturę. W 1995 opublikował wspomnienia Zawsze jest inaczej.